# Berlin (Ohio)
Berlin – jednostka osadnicza w Stanach Zjednoczonych, w stanie Ohio, w hrabstwie Holmes.